# Бетмен: Тупик
Бетмен: Тупик (англ. Batman: Dead End) — короткометражний фільм, екранізація коміксів про Бетмена. Знятий Сенді Коллором як окрема історія. Прем'єра фільму у всьому світі відбулася 19 липня 2003 року. Особливістю фільму є наявність персонажів, не пов'язаних із всесвітом DC Comics.

## Сюжет
Бетмен женеться за Джокером, після чого вони б'ються у поєдинку. Раптом Джокера тягне Чужий, потім Чужий нападає на Бетмена, але виявляється убитий Хижаком.
Бетмен бореться з Хижаком, насилу здобувши над ним перемогу, але раптово перед ним з'являються ще троє Хижаків, Бетмен приймає бойову стійку, а за його спиною з темряви з'являються троє Чужих.

## В ролях
| Актор           | Роль     |
| --------------- | -------- |
| Кларк Бартрем   | Бетмен   |
| Ендрю Кеніг     | Джокер   |
| Курт Карлі      | Хижак №1 |
| Джейк Маккіннон | Чужий    |
| Патрік Оронет   | Хижак №2 |
| Патрік Маджі    | Хижак №3 |

## Виробництво
Фільм було знято за 30 тисяч доларів і знято у деяких частинах Департаменту поліції, Каліфорнії як стенд для подій у Готем-Сіті. Сенді Коллора зняв аналогічний проект у 2004 році, здебільшого того ж акторського складу.